# Figuerola de Meià
Figuerola de Meià és un nucli del terme municipal de Camarasa (Noguera). També forma part de la EMD de Fontllonga i Ametlla. El 2019 tenia 4 habitants. Està situat al vessant oest de la serra de Sant Mamet.
Era de la jurisdicció del priorat de Meià. Al segle xix formava municipi independent, agregat posteriorment al de Fontllonga, fins al 1970 en què ho fou al de Camarasa.
Hi destaca l'església de santa Eulàlia.